# Palácio dos Despachos (Minas Gerais)
O Palácio dos Despachos é um edifício construído para abrigar o serviço administrativo do estado de Minas Gerais. A construção do palácio ocorreu no governo de Israel Pinheiro com a justificativa de que o espaço do Palácio da Liberdade se tornou insuficiente. Foi projetado pelo arquiteto Luciano Amédee Péret, construído pela empreiteira do engenheiro Alberto Bouchardet Filho e inaugurado em 24 de outubro de 1967.
Após a transferência dos prédios do governo estadual da região do entorno da Praça da Liberdade para a Cidade Administrativa Presidente Tancredo Neves em 2010, o Palácio dos Despachos foi desocupado. Em 2011, o edifício passou a sediar a Casa Fiat de Cultura, onde funciona um museu com exposições permanentes e temporárias de obras de arte.